# Oxyarcturus dubius
Oxyarcturus dubius är en kräftdjursart som först beskrevs av Oleg Grigor'evich Kussakin 1967.  Oxyarcturus dubius ingår i släktet Oxyarcturus och familjen Antarcturidae. Inga underarter finns listade i Catalogue of Life.